# Aegiphila luschnathii
Aegiphila luschnathii là một loài thực vật có hoa trong họ Hoa môi. Loài này được Schauer mô tả khoa học đầu tiên năm 1847.